# لیگ برتر بسکتبال زنان ایران ۱۳۹۱
لیگ برتر بسکتبال زنان ایران ۱۳۹۱ یازدهمین دوره‌ی لیگ برتر بسکتبال زنان ایران بود که در اسفند ۱۳۹۱ به پایان رسید. مرحله مقدماتی این مسابقات با حضور ۱۵ تیم در دو گروه برگزار شد. در گروه یک ۸ تیم ماکارونی جهان قزوین، نیکان ترابر تهران، صابری تهران، استیل‌آذین، کیای تهران، هیئت بسکتبال سنندج، وحدت آریا و آرارات تهران و در گروه دوم ۷ تیم شرکت ملی گاز تهران، طائرپور، دانشگاه آزاد، رشد دانه گرگان، شهرداری بندرعباس، حجاب شیراز و هیئت بسکتبال فارس به دیدار یکدیگر رفتند.
۴ تیم دانشگاه آزاد، گاز تهران، ماکارونی جهان و شهرداری بندرعباس به مرحله نهایی این مسابقات رسیدند. و ۱۱ تیم باقی‌مانده برای رده‌های پنجم تا پانزدهمی دیدار کردند. در پایان دانشگاه آزاد به قهرمانی این مسابقات رسید و تیم‌های ماکارونی جهان قزوین ، شرکت ملی گاز تهران و شهرداری بندرعباس به ترتیب به مقام های دوم تا چهارم این مسابقات رسیدند.
تیم‌های بسکتبال در این مسابقات با مشکلات مالی عدیده‌ای درگیر هستند و برای تامین هزینه‌های تیمشان گاهی پیشنهادها بیشرمانه‌ای از جانب اسپانسرها دریافت کرده‌اند.

## رده‌بندی پایانی
| رتبه | تیم                 | امتیاز |
| ---- | ------------------- | ------ |
| ۱    | دانشگاه آزاد        |        |
| ۲    | ماکارونی جهان قزوین |        |
| ۳    | شرکت ملی گاز تهران  |        |
| ۴    | شهرداری بندرعباس    |        |
| ۵    | استیل آذین تهران    |        |
| ۶    | آرارات تهران        |        |
| ۷    | صابری تهران         |        |
| ۸    | رشد دانه گرگان      |        |
| ۹    | هیئت بسکتبال فارس   |        |
| ۱۰   | وحدت آریا تهران     |        |
| ۱۱   | طائرپور شمیرانات    |        |
| ۱۲   | نیکان ترابر تهران   |        |
| ۱۳   | کیا تهران           |        |
| ۱۴   | حجاب شیراز          |        |
| ۱۵   | شهرداری سنندج       |        |

## اعضای تیم‌های برتر
اسامی تیم قهرمان دانشگاه آزاد عبارت است از: ملانیا آقا جانیان ، وانا موسی خانیان، ناره عزیزیان، سماء مقدم، آیرین آرتونیان، آنگینه پطروسیان،‌ سپیده جعفری، هانیه هاشمی،‌ معصومه اسماعیل زاده، ادنا عیسائیان، نارینه اردشنیان، شکوفه صراف پور و سارا دهقان. سرمربی : شایسته متشرعی، مربی : شهرزاد راستکار،‌ کمک مربی : بهارک زرین قبا، مربی بدنساز : پدیده بلوری زاده، آمارگیر : شقایق واشقی، سرپرست : منیره مقامی 
اسامی تیم نایب قهرمان ماکارونی جهان قزوین عبارت است از : سعیده علی، مژگان خدادادی، رقیه نجفی، فرانک عبدالهی، آزاده زمانپور، آرمینه پطرس، هاسمیک مامی کونیان، ریپسیمه آدامیان، مینو نوروزی، سارا عابدی، بنفشه دهقان، شادی شریف پور، سنا یاراحمدی. سرمربی: افسانه حسن نایبی، مربی: مینا شریفی، بدنساز: مینا جعفری، سرپرست: فاطمه حسن نایبی. 
اسامی تیم سوم گاز تهران عبارت است از : دلآرام وکیلی، غزال فراهمینی، نگار طاعتی زاده، آزاده سادات حسینی، شهرزاد حاجی علیایی، گلاره کاکاونپور، سارا صادق، تهمینه فراتی، آرپی گالوسیان، منا سادات بهبهانی، زهره خالقی، زهرا زمانی نژاد، مربی: فرانک طیاری، کمک مربی: اکرم شعله رسا، سرپرست: گلنوش صدق روحی.